# Ivan Mihaljević
Ivan Mihaljević (* 7. Juli 2001 in München, Deutschland) ist ein kroatischer Fußballspieler.

## Karriere

### Verein
Mihaljević begann seine Karriere bei der SpVgg Unterhaching. Zur Saison 2018/19 wechselte er zu den A-Junioren des FC Bayern München. Im Januar 2020 wurde er an die Alterskollegen von Holstein Kiel verliehen. Zur Saison 2020/21 kehrte er dann wieder nach München zurück, wo er in den Kader der drittklassigen Zweitmannschaft rückte. Bis zur Winterpause schaffte er es aber nie in den Spieltagskader von Bayern II.
Daraufhin wechselte er im Januar 2021 zum Regionalligisten TSV Steinbach Haiger. Für Steinbach kam er in eineinhalb Jahren zu 33 Einsätzen in der Regionalliga Südwest. Im August 2022 schloss er sich dem bayrischen Regionalligisten 1. FC Schweinfurt 05 an. Für Schweinfurt absolvierte er bis zum Ende der Saison 2022/23 28 Partien in der Regionalliga.
Zur Saison 2023/24 wechselte Mihaljević zum österreichischen Zweitligisten SV Lafnitz. Sein Debüt in der 2. Liga gab er im Juli 2023, als er am ersten Spieltag jener Saison gegen die Kapfenberger SV in der Halbzeitpause für Edon Murataj eingewechselt wurde. Für Lafnitz kam er insgesamt zu 25 Zweitligaeinsätzen. Zur Saison 2024/25 wechselte er nach Polen zum Zweitligisten ŁKS Łódź.

### Nationalmannschaft
Mihaljević spielte im Mai 2018 zweimal für die kroatische U-18-Auswahl. Im September 2018 kam er zweimal im U-19-Team zum Einsatz.